# Vuza Nyoni
Vusumuzi „Vuza” Nyoni (ur. 21 kwietnia 1984 w Bulawayo) – zimbabwejski piłkarz grający na pozycji lewego pomocnika. Od 2013 roku jest zawodnikiem klubu RAEC Mons.

## Kariera klubowa
Karierę piłkarską Nyoni rozpoczął w klubie AmaZulu Bulawayo. W 2001 roku awansował do kadry pierwszego zespołu i wtedy też zadebiutował w nim w zimbabwejskiej Premier League. W 2003 roku wywalczył z nim mistrzostwo Zimbabwe. W 2006 roku odszedł do innego klubu z Bulawayo, Higlanders. Grał w nim przez rok i został mistrzem kraju, po raz drugi w karierze.
Jesienią 2006 roku Nyoni przeszedł do belgijskiego Cercle Brugge. Zadebiutował w nim 11 listopada 2006 roku w przegranym 0:2 wyjazdowym meczu z Anderlechtem. W Cercle Brugge grał do 2010 roku.
W sierpniu 2010 roku Nyoni podpisał kontrakt z Germinalem Beerschot z Antwerpii. Debiut w nowym zespole zanotował 11 września 2010 w wygranym 1:0 domowym spotkaniu z Royalem Charleroi. W 2013 roku przeszedł do RAEC Mons.
| Sezon   | Klub                 | Kraj     | Rozgrywki      | Mecze | Bramki |
| ------- | -------------------- | -------- | -------------- | ----- | ------ |
| 2001    | AmaZulu Bulawayo     | Zimbabwe | Premier League | ?     | ?      |
| 2002    | AmaZulu Bulawayo     | Zimbabwe | Premier League | ?     | ?      |
| 2003    | AmaZulu Bulawayo     | Zimbabwe | Premier League | ?     | ?      |
| 2004    | AmaZulu Bulawayo     | Zimbabwe | Premier League | ?     | ?      |
| 2005    | AmaZulu Bulawayo     | Zimbabwe | Premier League | ?     | ?      |
| 2006    | Highlanders Bulawayo | Zimbabwe | Premier League | ?     | ?      |
| 2006/07 | Cercle Brugge        | Belgia   | Eerste klasse  | 21    | 2      |
| 2007/08 | Cercle Brugge        | Belgia   | Eerste klasse  | 29    | 1      |
| 2008/09 | Cercle Brugge        | Belgia   | Eerste klasse  | 33    | 2      |
| 2009/10 | Cercle Brugge        | Belgia   | Eerste klasse  | 24    | 2      |
| 2010/11 | Cercle Brugge        | Belgia   | Eerste klasse  | 1     | 0      |
| 2010/11 | Germinal Beerschot   | Belgia   | Eerste klasse  | 21    | 1      |
| 2011/12 | Germinal Beerschot   | Belgia   | Eerste klasse  | 33    | 4      |
| 2012/13 | Germinal Beerschot   | Belgia   | Eerste klasse  | 22    | 0      |
| 2012/13 | RAEC Mons            | Belgia   | Eerste klasse  | 14    | 0      |
| 2013/14 | RAEC Mons            | Belgia   | Eerste klasse  |       |        |

## Kariera reprezentacyjna
W reprezentacji Zimbabwe Nyoni zadebiutował w 2004 roku.